# والتر ماركيز غيماريش نيتو
والتر ماركيز غيماريش نيتو (بالبرتغالية: Walter Marques Guimarães Neto‏) المعروف باسم والتر غيماريش (ولد في 3 مارس 1996 في ريسيفي، البرازيل) لاعب كرة قدم برازيلي يجيد اللعب في مركز قلب الدفاع. يلعب حاليا لصالح البديع البحريني منذ 2022.

## المسيرة الرياضية

### الأندية
في 1 يناير 2013 بدأ مسيرته الرياضية في ناوتيكو تحت 17 سنة البرازيلي لكرة القدم.
في 1 يناير 2014 انتقل والتر من ناوتيكو إلى سانتا كروز تحت 20 سنة في صفقة انتقال حر.
في 1 يناير 2015 تم تصعيد والتر إلى الفريق الأول لسانتا كروز. في موسمه الأول 2015 وفي بطولة دوري الدرجة الأولى لولاية بيرنامبوكو ساهم في تتويج فريقه بالبطولة بعدما تغلب في المباراة النهائية على سالغيرو 1-0 في مجموع المباراتين ليحقق والتر أولى بطولاته الشخصية. وفي بطولة دوري الدرجة الثانية ساهم في احتلال فريقه المركز الثاني برصيد 67 نقطة من 38 مباراة وبالتالي الصعود إلى الدرجة الأولى.
في موسمه الثاني 2016 وفي بطولة دوري الدرجة الأولى لولاية بيرنامبوكو ساهم في تتويج فريقه بالبطولة بعدما تغلب في المباراة النهائية على سبورت ريسيفي 1-0 في مجموع المباراتين ليحقق والتر ثاني بطولاته الشخصية. وفي بطولة كأس الشمال الشرقي ساهم في تتويج فريقه بالبطولة بعدما تغلب في المباراة النهائية على كامبينينزي 3-2 في مجموع المباراتين ليحقق والتر ثالث بطولاته الشخصية. وفي بطولة كأس البرازيل ساهم في وصول فريقه إلى الدور الثالث عندما خسر من فاسكو دا غاما 3-4 في مجموع المباراتين. وفي بطولة دوري الدرجة الأولى ساهم في احتلال فريقه المركز التاسع عشر قبل الأخير برصيد 31 نقطة من 38 مباراة بفارق 14 نقطة عن منطقة الأمان وبالتالي الهبوط إلى الدرجة الثانية. وفي بطولة كوبا سود أمريكانا ساهم في وصول فريقه إلى الدور الثمن النهائي عندما خسر من إنديبيندينتي ميديلين بقاعدة الأهداف خارج الأرض بعد تعادلهما 3-3 في مجموع المباراتين.
في موسمه الثالث والأخير 2017 وفي بطولة دوري الدرجة الأولى لولاية بيرنامبوكو ساهم في وصول فريقه إلى الدور النصف النهائي عندما خسر من سالغيرو 1-2 في مجموع المباراتين. وفي بطولة كأس الشمال الشرقي ساهم في وصول فريقه إلى الدور النصف النهائي عندما تغلب في الدور الربع النهائي على إيتابايانا 2-0 في مجموع المباراتين. وفي بطولة كأس البرازيل خرج فريقه من الجولة الأولى عندما خسر في الدور الثمن النهائي من أتلتيكو باراناينسي 0-2 في مجموع المباراتين. وفي بطولة دوري الدرجة الثانية ساهم في احتلال فريقه المركز الثامن عشر برصيد 37 نقطة من 38 مباراة بفارق 7 نقاط عن منطقة الأمان وبالتالي الهبوط إلى الدرجة الثالثة.
في 24 أبريل 2017 انتقل والتر من سانتا كروز إلى غياراني البرازيلي بنظام الإعارة حتى نهاية الموسم. في موسمه الوحيد 2017 وفي بطولة دوري الدرجة الرابعة ساهم في وصول فريقه إلى الدور الثمن النهائي عندما خسر من غلوبو 1-4 في مجموع المباراتين. في 1 سبتمبر 2017 تم إلغاء الإعارة وعاد والتر إلى سانتا كروز.
في 15 يناير 2018 انتقل والتر من سانتا كروز إلى أميريكا بيرنامبوكو البرازيلي في صفقة انتقال حر. في موسمه الأول 2018 وفي بطولة دوري الدرجة الأولى لولاية بيرنامبوكو ساهم في وصول فريقه إلى الدور الربع النهائي عندما خسر من المركزي 2-3.
في 26 يوليو 2018 انتقل والتر من أميريكا بيرنامبوكو إلى ديسيساو البرازيلي بنظام الإعارة حتى نهاية الموسم. في 31 ديسمبر 2018 انتهت الإعارة وعاد والتر إلى أميريكا بيرنامبوكو.
في موسمه الثاني 2019 وفي بطولة دوري الدرجة الأولى لولاية بيرنامبوكو ساهم في احتلال فريقه المركز التاسع قبل الأخير برصيد نقطة واحدة من 9 مباريات بفارق 7 نقاط عن منطقة الأمان وبالتالي الهبوط إلى الدرجة الثانية لولاية بيرنامبوكو.
في 25 يونيو 2019 انتقل والتر من أميريكا بيرنامبوكو إلى 15 نوفمبر البرازيلي في صفقة انتقال حر.
في 6 سبتمبر 2019 انتقال والتر من 15 نوفمبر إلى أوبيراريو البرازيلي في صفقة انتقال حر. في موسمه الوحيد 2019 وفي بطولة كأس ولاية ماتو غروسو فشل فريقه في التأهل إلى النصف النصف النهائي عندما احتل المركز السادس برصيد 5 نقاط من 7 مباريات.
في 17 يناير 2020 انتقال والتر من أوبيراريو إلى جوازيرينزي البرازيلي في صفقة انتقال حر. في موسمه الوحيد 2020 وفي بطولة دوري الدرجة الأولى لولاية بايانو ساهم في وصول فريقه إلى الدور النصف النهائي عندما خسر من أتليتيكو بايانو 3-4 في مجموع المباراتين.
في 7 يوليو 2020 انتقل والتر من جوازيرينزي إلى أفوغادوس دا إنغازيرا البرازيلي في صفقة انتقال حر. في موسمه الوحيد 2020 وفي بطولة دوري الدرجة الرابعة خرج فريقه من دور المجموعات بعدما احتل المركز السابع في المجموعة الثالثة برصيد 13 نقطة من 14 مباراة.
في 1 نوفمبر 2020 انتقل والتر من أفوغادوس دا إنغازيرا إلى البحرين البحريني في صفقة انتقال حر. في موسمه الأول 2020-2021 وفي بطولة دوري الدرجة الثانية ساهم في احتلال فريقه المركز السابع برصيد 21 نقطة من 18 مباراة بفارق 12 نقطة عن منطقة الصعود. وفي بطولة كأس ملك البحرين خرج فريقه من الجولة الأولى عندما خسر من الخالدية 1-6 في الدور الثمن النهائي. وفي بطولة كأس الاتحاد البحريني فشل في التأهل إلى الدور النصف النهائي عندما احتل المركز الثاني في المجموعة الأولى برصيد 7 نقاط من 4 مباريات بفارق 3 نقاط عن المتصدر الرفاع الشرقي.
في موسمه الثاني والأخير 2021-2022 وفي بطولة دوري الدرجة الثانية ساهم في احتلال فريقه المركز الثاني برصيد 38 نقطة من 18 مباراة بفارق 4 نقاط عن المتصدر الشباب وصعدا معا إلى الدرجة الممتازة. وفي بطولة كأس ملك البحرين ساهم في وصول فريقه إلى الدور الثمن النهائي عندما خسر من الرفاع الشرقي بركلات الترجيح. وفي بطولة كأس الاتحاد البحريني ساهم في وصول فريقه إلى الدور النصف النهائي عندما خسر من الحد 0-2.
في 27 أغسطس 2022 انتقل والتر من البحرين إلى البديع البحريني في صفقة انتقال حر.

## الإنجازات
- سانتا كروز
  - دوري الدرجة الأولى لولاية بيرنامبوكو (2): 2015، 2016
  - كأس الشمال الشرقي (1): 2016